# Discovery+
 (транскр.  Дискавери+; стилизовано као discovery+) је стриминг услуга у власништву и којом управља Warner Bros. Discovery, која садржи каталог програма линеарних и дигиталних мрежа предузећа Discovery. Прво је покренут 23. марта 2020. у Индији и тренутно је доступна у Сједињеним Државама и Европи.

## Историја
је првобитно покренуо Discovery+ 23. марта 2020. у Индији и обухватио је садржај различитих брендова предузећа . У септембру 2020. године, Discovery је најавио планове за покретање међународне верзије стриминг услуге Discovery+ почетком 2021. године.
У октобру 2020, најављено је да ће наредног месеца Dplay променити име у Discovery+ у Уједињеном Краљевству и Ирској.
4. јануара 2021, Discovery+ је покренут у Сједињеним Државама са плаћеним планом подршке за огласе и планом без огласа.